# Webuye
Webuye is een Keniaanse industriestad. Het ligt gelegen in het district Bungoma in de provincie Magharibi aan de weg naar Oeganda. Ook ligt het aan het spoor dat loopt van Mombassa naar Oeganda. De stad telde 19,600 inwoners (peildatum 1999).
Het is de thuishaven voor de Pan African Paper Mills, de grootste papierfabriek van de regio alsmede een aantal chemische- en suikerfabrieken. Het heeft een tropisch klimaat. Het dichtbevolkte land rondom de stad wordt voornamelijk gebruikt voor landbouw. In het gebied om Webuye woont de Bukusustam. 
In de buurt van Webuye liggen de dorpen Lugulu en Misikhu.